# Gouesnou
Gouesnou (tiếng Breton: Gouenoù) là một xã của tỉnh Finistère, thuộc vùng Bretagne, miền tây bắc Pháp.